# Joseph Thykkattil
Joseph Thykkattil (ur. 14 lutego 1952 w Enamakkal) – indyjski duchowny katolicki, biskup Gwalioru od 2019.

## Życiorys

### Prezbiterat
Święcenia kapłańskie otrzymał 25 kwietnia 1988 i został inkardynowany do archidiecezji Agra. Pracował głównie jako duszpasterz parafialny, był też m.in. wicedyrektorem Kolegium św. Piotra w Agrze (1988–1990), rektorem niższego seminarium (2002–2009) oraz wikariuszem generalnym archidiecezji (2012–2018).

### Episkopat
31 maja 2019 papież Franciszek mianował go biskupem diecezji Gwalior. Sakry udzielił mu 4 sierpnia 2019 kardynał Oswald Gracias.